# خانة خسرو
خانة خسرو هي قرية في مقاطعة كليبر، إيران. عدد سكان هذه القرية هو 99 في سنة 2006.